# Volejbol'nyj klub Samorodok
Il Volejbol'nyj Klub Samorodok (in russo "волейбольный клуб Самородок") è stato un club russo di pallavolo femminile, con sede a Chabarovsk.

## Storia della società
Il Volejbol'nyj Klub Samorodok viene fondato nel 2000, partecipando al terzo livello del campionato russo. Già nel 2003 il Samorodok giunge nel massimo livello del campionato russo, la Superliga. Il miglior risultato del club è terzo posto ottenuto nella stagione 2006-07. In ambito europeo, il Samorodok ha partecipato alla Coppa CEV 2007-08, ottenendo il quarto posto nella final fuor a Belgrado, ed alla Challenge Cup 2009-10, giungendo agli ottavi.
In seguito alla retrocessione maturata nella stagione 2011-12 il club ha cessato di esistere. Parte della dirigenza ed alcune atlete si sono poi spostati al neonato Volejbol'nyj Klub Sachalin, che ne ha preso il posto in Vysšaja Liga A.

## Rosa 2011-2012
| N° | Nome                  | Ruolo | Data di nascita   | Nazionalità sportiva |
| -- | --------------------- | ----- | ----------------- | -------------------- |
| -  | Vladimir Podkopaev    | All   | -                 | Ucraina              |
| 1  | Juljana Ljakunina     | S/O   | 8 gennaio 1979    | Russia               |
| 2  | Natal'ja Korobkova    | S     | 7 aprile 1985     | Russia               |
| 3  | Anastasija Konovalova | C     | 10 febbraio 1990  | Russia               |
| 4  | Ol'ga Doronina        | C     | 1º luglio 1981    | Russia               |
| 6  | Patrice Arrington     | S     | 7 maggio 1976     | Stati Uniti          |
| 7  | Ol'ga Šukajlo         | S     | 26 ottobre 1991   | Russia               |
| 9  | Iryna Truškina        | C     | 3 dicembre 1986   | Ucraina              |
| 10 | Svetlana Bubukina     | L     | 4 giugno 1978     | Russia               |
| 11 | Alina But'ko          | S     | 3 maggio 1985     | Russia               |
| 13 | Inna Razdobarina      | L     | 28 aprile 1987    | Russia               |
| 14 | Anna Teležuk          | P     | 10 luglio 1987    | Russia               |
| 15 | Natal'ja Simonenko    | S     | 31 maggio 1988    | Russia               |
| 16 | Dar'ja Nesterenko     | P     | 25 maggio 1985    | Russia               |
| 17 | Alevtina Nemceva      | C     | 23 settembre 1989 | Russia               |
| 18 | Ekaterina Popova      | S     | 1992              | Russia               |